# Site archéologique de Genainville
Le site archéologique de Genainville est un site archéologique gallo-romain situé à Genainville, dans le Val-d'Oise, en France, au lieu-dit les Vaux-de-la-Celle.

## Localisation
Le site des Vaux-de-la-Celle se trouve dans un vallon boisé parcouru par le Ru de Genainville, au sud-est du bourg de Genainville. Le  GR 11 (« Grand Tour de Paris ») parcourt ce vallon.
Le site est dans le périmètre du Parc naturel régional du Vexin français, qui a réalisé sur place une structure d'accueil et de recherche pour accueillir les intervenants au moment des fouilles et qui collabore aux efforts pour faire connaître le site à un large public.

## Fouilles
Le site a été révélé en 1935 par l'architecte Pierre Orième (1903-1977) qui a mis au jour un bâtiment connu sous le nom de « Pavillon ». En 1941, l'État, conscient de l'intérêt patrimonial du lieu, classe le site comme monument historique par arrêté du 9 août 1941. En 1946, il fait l'acquisition d'une surface d'environ 5 hectares. Le 23 juin 1981, un nouvel arrêté étend le classement à d'autres parcelles.
Les fouilles initiées par Pierre Orième se sont poursuivies jusqu'en 1948, avec une interruption pendant la Seconde Guerre mondiale. Des campagnes de fouilles systématiques ont été conduites de 1960 à 1991 par le Centre de recherches archéologiques du Vexin français sous la direction de Pierre-Henri Mitard. C'est pendant cette période qu'ont été découverts les éléments les plus caractéristiques : sanctuaire, nymphée, voie sacrée, théâtre, ainsi que l'important ensemble de sculptures et de pièces architectoniques conservées au musée de Guiry-en-Vexin. À partir de 2004, la responsabilité scientifique du site est reprise par l'université de Cergy-Pontoise et de nouvelles fouilles sont menées chaque année dans le cadre de l'Association étudiante valdoisienne d'archéologie (AEVA),,.

## Description
L'ensemble, menacé de dégradations dues à la proximité d'une nappe phréatique, comprend quatre éléments :  
- Les substructures du théâtre romain sous la forme d'un demi-amphithéâtre adossé au coteau mesurent 110 m de diamètre. Environ 8 000 à 10 000 spectateurs pouvaient y trouver place.
- Les vestiges d'un temple de plan carré, constitué de briques et de pierres, mesurent 28 mètres de côté. C'est un exemplaire unique de lieu de culte composé de deux cellæ, probablement dédié à Mercure et à sa parèdre gauloise, Rosmerta. Intégré dans un conciliabulum, il était un lieu de rencontre des Véliocasses ; les vestiges conservent des traces de polychromie.
- La voie sacrée conduit à l'entrée du temple ; constituée de larges dalles plates, elle mesure 35 m de long et 8 m de large.
- Le nymphée est constitué d'un bassin principal encastré dans le mur du temple et de deux bassins annexes.

Des vestiges plus anciens se trouveraient sous l'ouvrage gallo-romain, probablement un temple du Ier siècle et une nécropole gauloise du VIIIe siècle av. J.-C.
L'édification des bâtiments date du milieu du IIe siècle et le site a été abandonné dès la deuxième moitié du IIIe siècle, période troublée de l'histoire de la Gaule romaine.
Des restes importants de statues et de chapiteaux sont conservés dans deux salles du musée archéologique départemental du Val-d'Oise, à Guiry-en-Vexin.

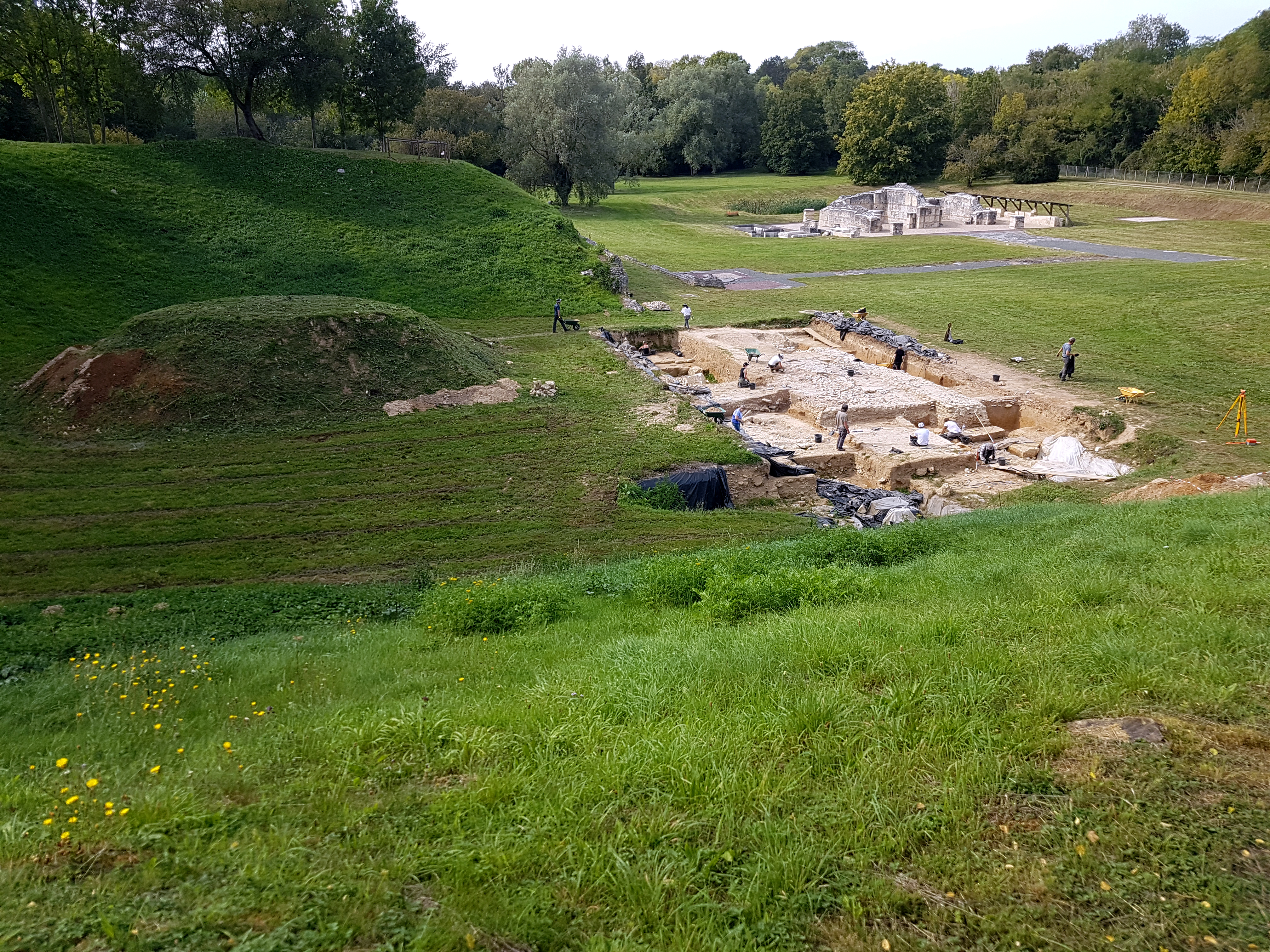
Vue d'ensemble du site (2020) : le théâtre à gauche ; le temple et la voie sacrée au fond.
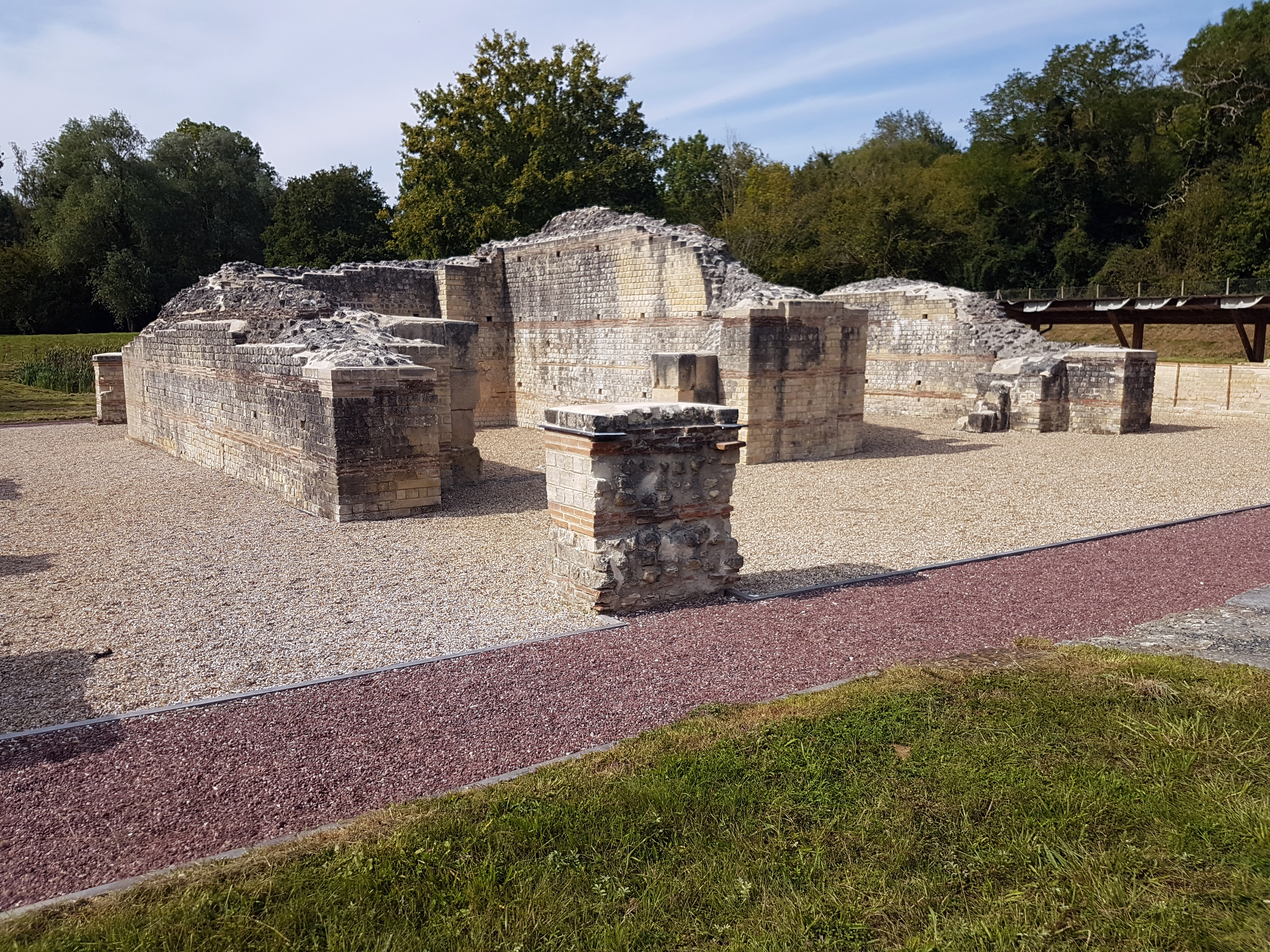
Sanctuaire gallo-romain des Vaux-de-la-Celle.
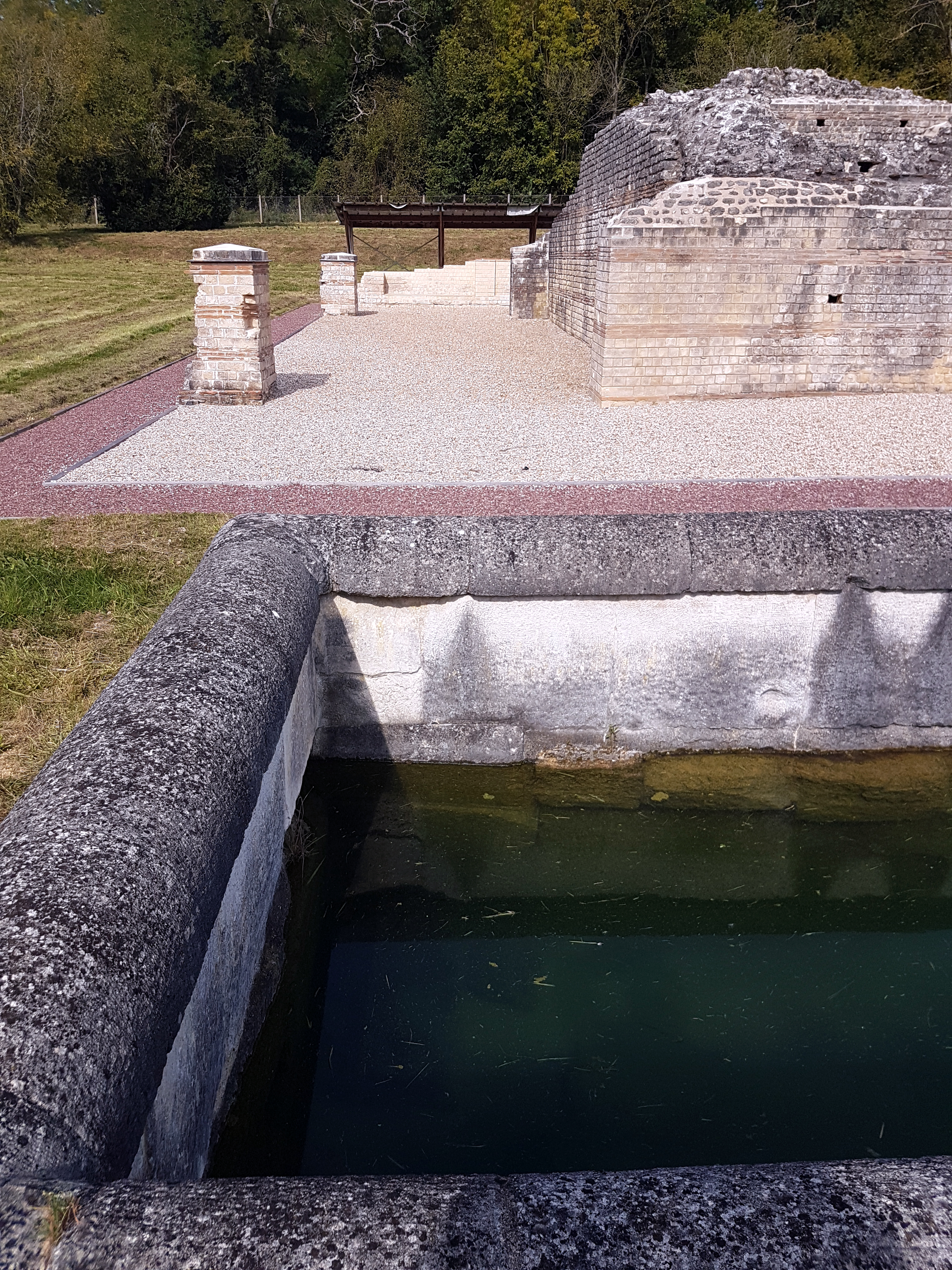
Sanctuaire gallo-romain des Vaux-de-la-Celle et bassin.
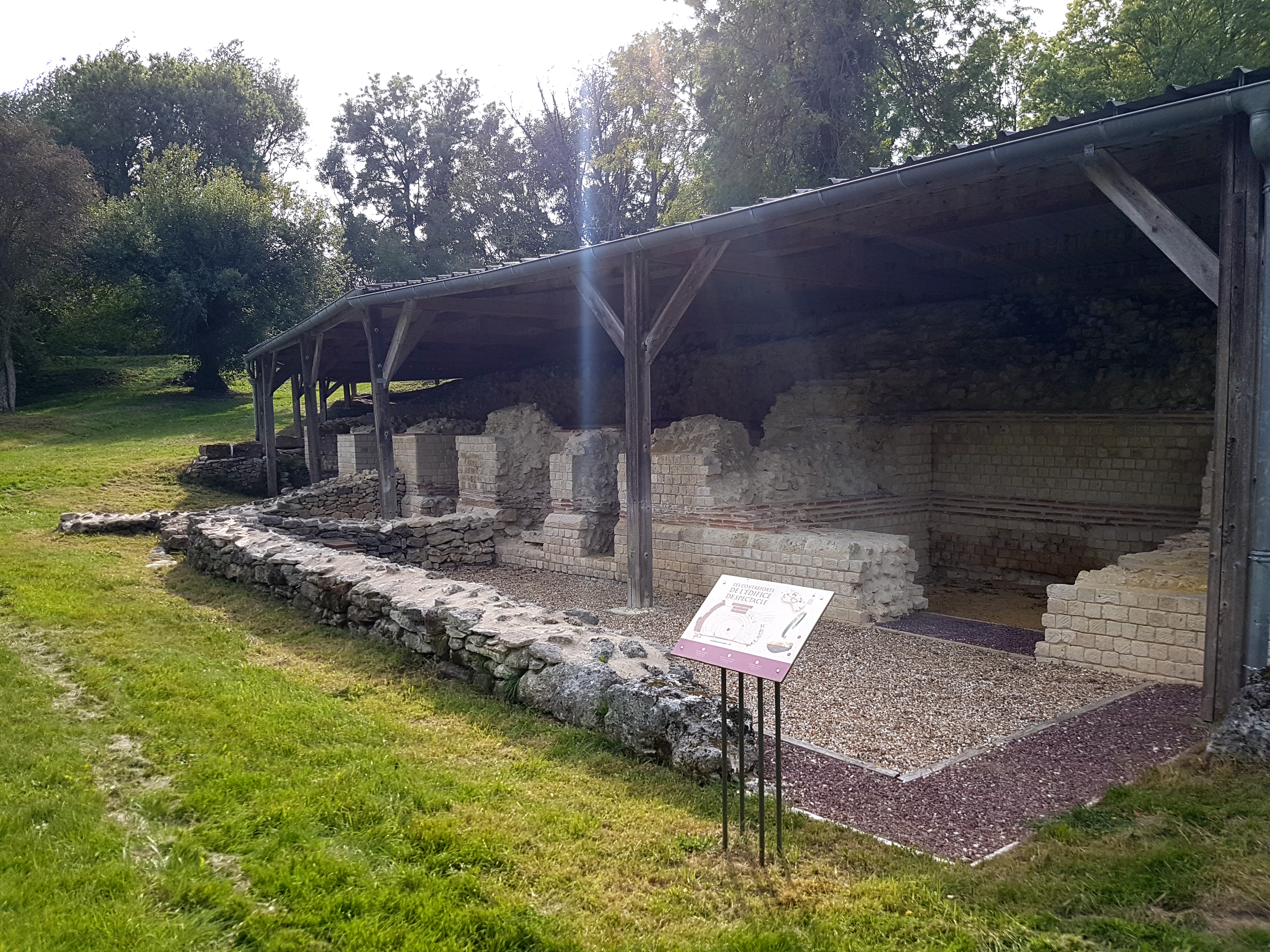
Boutiques près du théâtre.

Eléments du sanctuaire de Genainville au musée de Guiry-en-Vexin
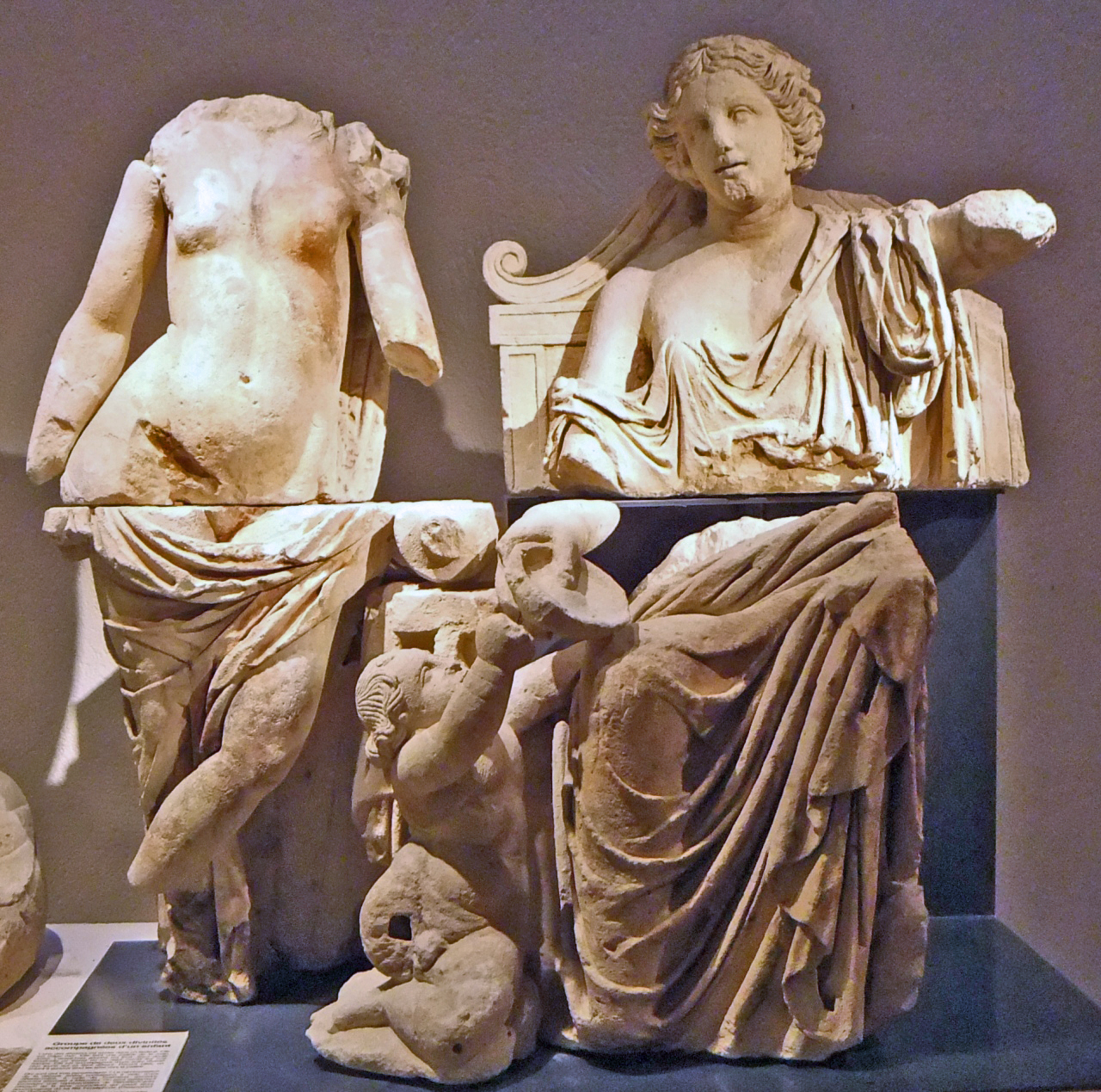
Nymphée.
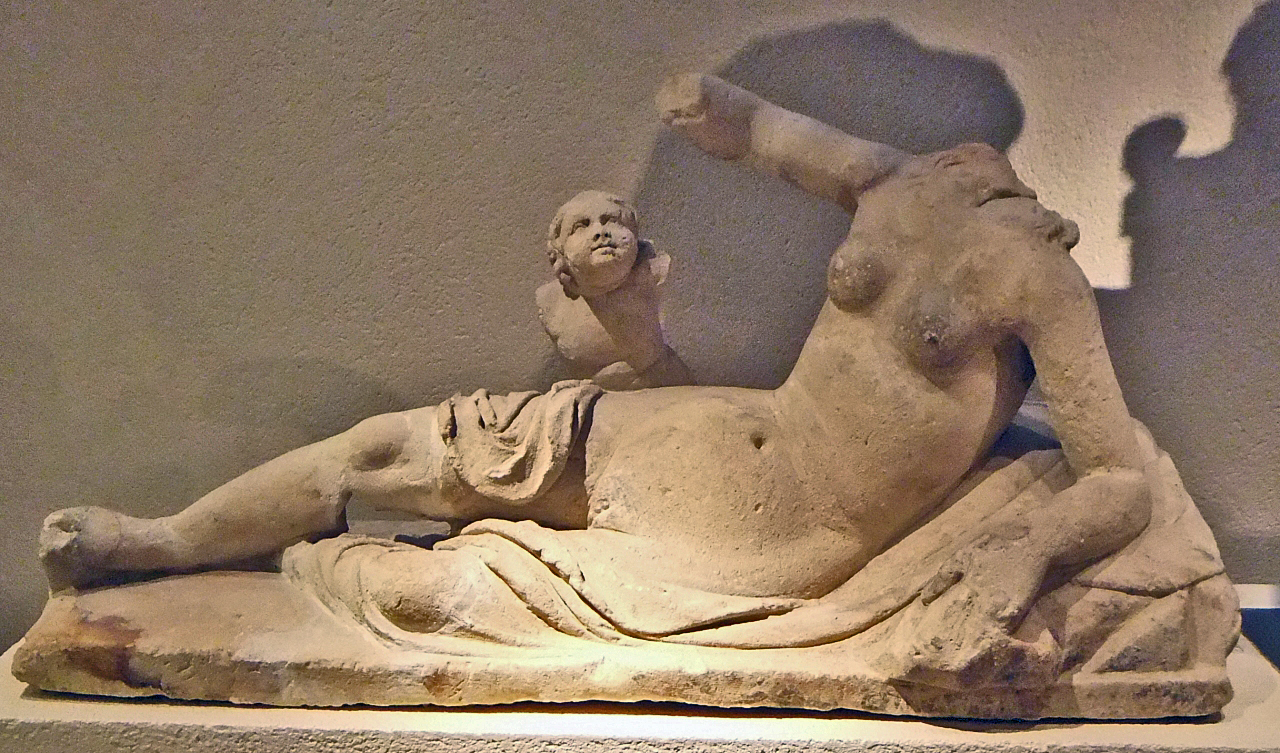
Statue féminine.
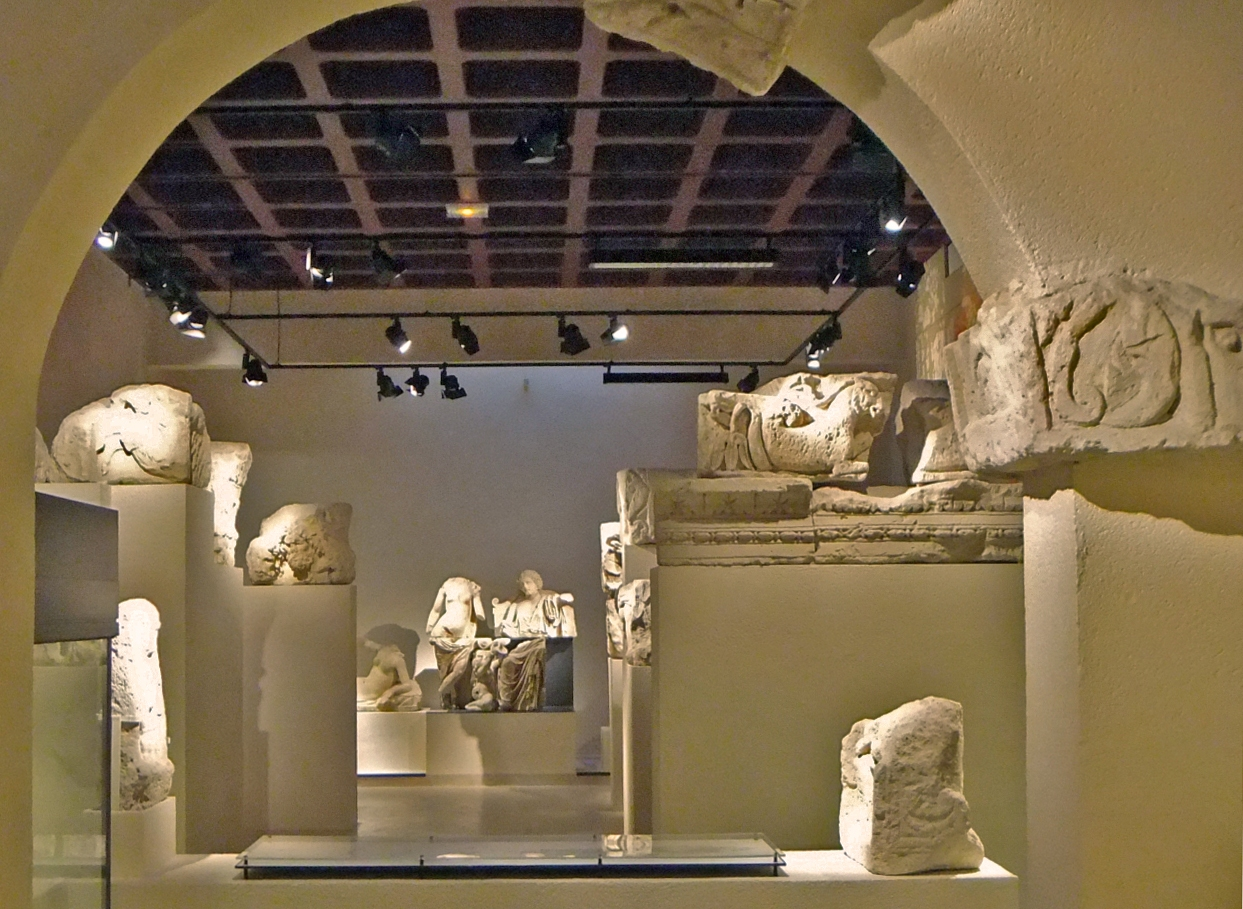
Salle principale des vestiges du sanctuaire de Genainville.